# Persone di cognome Torres
| Questa pagina contiene informazioni ricavate automaticamente dalle voci biografiche con l'ausilio del template Bio e di un bot. L'aggiornamento è periodico e automatico e ricostruisce completamente la pagina. Se manca una persona in questa lista, sei pregato di non aggiungerla, ma accertati piuttosto che la sua voce biografica contenga il template Bio e che i dati anagrafici siano correttamente compilati. Se il template Bio manca, inseriscilo tu stesso o, in alternativa, metti l'avviso {{tmp\|Bio}} che ne segnala la mancanza. Se i dati riportati sono sbagliati, correggi direttamente la voce biografica; le modifiche saranno visibili in questa lista entro pochi giorni. Per chiarimenti vedi il progetto antroponimi. La lista contiene solo le 68 persone che sono citate nell'enciclopedia e per le quali è stato implementato correttamente il template Bio. Pagina aggiornata al 23 lug 2025. |

Questa è una lista di persone presenti nell'enciclopedia che hanno il cognome Torres, suddivise per attività principale.

## Architetti(1)
- Giuseppe Torres, architetto italiano (Venezia, n. 1872 - Padova, † 1935)

## Artisti marziali misti(2)
- Miguel Torres, artista marziale misto e kickboxer statunitense (East Chicago, n. 1981)
- Tecia Torres, artista marziale misto statunitense (Fall River, n. 1989)

## Astronomi(1)
- Carlos Torres, astronomo cileno (n. 1929 - † 2011)

## Attori(4)
- Erick Torres, attore e cantante colombiano (n. 2001)
- Harold Torres, attore messicano (Toluca, n. 1983)
- José Torres, attore venezuelano (Tocuyito, n. 1925)
- Julio Torres, attore, comico e sceneggiatore salvadoregno (San Salvador, n. 1987)

## Attrici(4)
- Gina Torres, attrice statunitense (New York, n. 1969)
- Liz Torres, attrice e cantante statunitense (New York, n. 1947)
- Lolita Torres, attrice argentina (Avellaneda, n. 1930 - Buenos Aires, † 2002)
- Raquel Torres, attrice messicana (Hermosillo, n. 1908 - Los Angeles, † 1987)

## Calciatori(27)
- Darley Ramon Torres, calciatore brasiliano (Pedro Leopoldo, n. 1989)
- Adrián Torres, calciatore argentino (El Talar, n. 1989)
- Alexandre Torres, ex calciatore brasiliano (Rio de Janeiro, n. 1966)
- Ashley Torres, calciatore beliziano (n. 1985)
- Carlos Alberto Torres, calciatore e allenatore di calcio brasiliano (Rio de Janeiro, n. 1944 - Rio de Janeiro, † 2016)
- Carlos Luis Torres, ex calciatore paraguaiano (Asunción, n. 1968)
- Cristian Damián Torres, ex calciatore argentino (Vicente López, n. 1985)
- Gonzalo Torres, calciatore argentino (Morón, n. 1999)
- Diego Fabián Torres, calciatore argentino (Villa Nueva, n. 1990)
- Elías Torres, calciatore argentino (Ucacha, n. 2001)
- Franco Torres, calciatore argentino (San Luis del Palmar, n. 1999)
- Joaquín Torres, calciatore argentino (Neuquén, n. 1997)
- Jonathan Torres, calciatore argentino (Santa Fe, n. 1996)
- José Augusto Torres, calciatore e allenatore di calcio portoghese (Santarém, n. 1938 - Lisbona, † 2010)
- José Anthony Torres, ex calciatore panamense (n. 1972)
- Juan Manuel Torres, ex calciatore argentino (Puerto Vilelas, n. 1985)
- Lautaro Torres, calciatore argentino (Béccar, n. 1996)
- Leandro Gabriel Torres, ex calciatore argentino (Rosario, n. 1988)
- Luis Ernesto Torres, ex calciatore paraguaiano (Asunción, n. 1952)
- Luis Torres, ex calciatore paraguaiano (n. 1971)
- Marcelo Torres, calciatore argentino (Temperley, n. 1997)
- Miguel Ángel Torres, ex calciatore argentino (Chivilcoy, n. 1954)
- Mário Torres, calciatore portoghese (Huambo, n. 1931 - Coimbra, † 2020)
- Nicolás Torres, ex calciatore argentino (Concepción del Uruguay, n. 1983)
- Pau Torres, calciatore spagnolo (Villareal, n. 1997)
- Mantorras, ex calciatore angolano (Luanda, n. 1982)
- Roger Torres, calciatore colombiano (Barrancabermeja, n. 1991)

## Canoisti(1)
- Serguey Torres Madrigal, canoista cubano (Sancti Spíritus, n. 1987)

## Cardinali(2)
- Cosimo de Torres, cardinale e arcivescovo cattolico italiano (Roma, n. 1584 - Roma, † 1642)
- Gil Torres, cardinale spagnolo (Spagna - Roma, † 1254)

## Cestisti(2)
- Derlis Torres, ex cestista paraguaiano (Pilar, n. 1980)
- Orestes Torres, cestista cubano (L'Avana, n. 1987)

## Doppiatrici(1)
- Laura Torres, doppiatrice messicana (Città del Messico, n. 1967)

## Esploratori(1)
- Luis de Torres, esploratore spagnolo (La Navidad, † 1493)

## Gesuiti(1)
- Francisco Torres, gesuita, grecista e teologo spagnolo (Herrera de Pisuerga, n. 1509 - Roma, † 1584)

## Giocatori di baseball(2)
- Iván Rodríguez, ex giocatore di baseball portoricano (Manatí, n. 1971)
- Carlos Torres, giocatore di baseball statunitense (Santa Cruz, n. 1982)

## Giornalisti(1)
- Marcelo Torres, giornalista brasiliano (Andradas, n. 1975)

## Modelle(1)
- Paquita Torres, modella e attrice spagnola (Bailén, n. 1948)

## Nuotatrici(1)
- Dara Torres, ex nuotatrice statunitense (Beverly Hills, n. 1967)

## Pallavolisti(1)
- Maurice Torres, pallavolista portoricano (Ponce, n. 1991)

## Politiche(1)
- Norma Torres, politica statunitense (Escuintla, n. 1965)

## Politici(3)
- Abdelkhalek Torres, politico, scrittore e giornalista marocchino (Tétouan, n. 1910 - Tangeri, † 1970)
- Esteban Edward Torres, politico e ambasciatore statunitense (Miami, n. 1930 - Miami, † 2022)
- Ritchie Torres, politico statunitense (New York, n. 1988)

## Pugili(2)
- Efren Torres, pugile messicano (La Palma, n. 1943 - Guadalajara, † 2010)
- José Torres, pugile e scrittore portoricano (Ponce, n. 1936 - Ponce, † 2009)

## Registi(1)
- Ângelo Torres, regista e attore saotomense (Malabo, n. 1964)

## Rugbisti a 15(1)
- Hugo Torres, ex rugbista a 15 e allenatore di rugby a 15 argentino (Córdoba, n. 1962)

## Scrittori(2)
- Justin Torres, scrittore statunitense (New York, n. 1980)
- Óscar Torres, scrittore, sceneggiatore e produttore cinematografico salvadoregno (Cuscatancingo, n. 1971)

## Scrittrici(1)
- Anabel Torres, scrittrice, poetessa e traduttrice colombiana (Bogotà, n. 1948)

## Tenniste(1)
- Michelle Torres, ex tennista statunitense (Chicago, n. 1967)

## Velocisti(1)
- Jerai Torres, velocista gibilterriano (Gibilterra, n. 1994)

## Senza attività specificata(2)
- Costantino I di Torres († 1128)
- Gonario II di Torres, italiano (Logudoro - Ville-sous-la-Ferté)